# FV106 サムソン
FV106 サムソン（FV106 Samson Armoured Recovery Vehicle）は、CVR（T）シリーズの車種の一つとしてイギリスのアルヴィス社で開発され、イギリス陸軍に配備された装甲回収車である。

## 概要

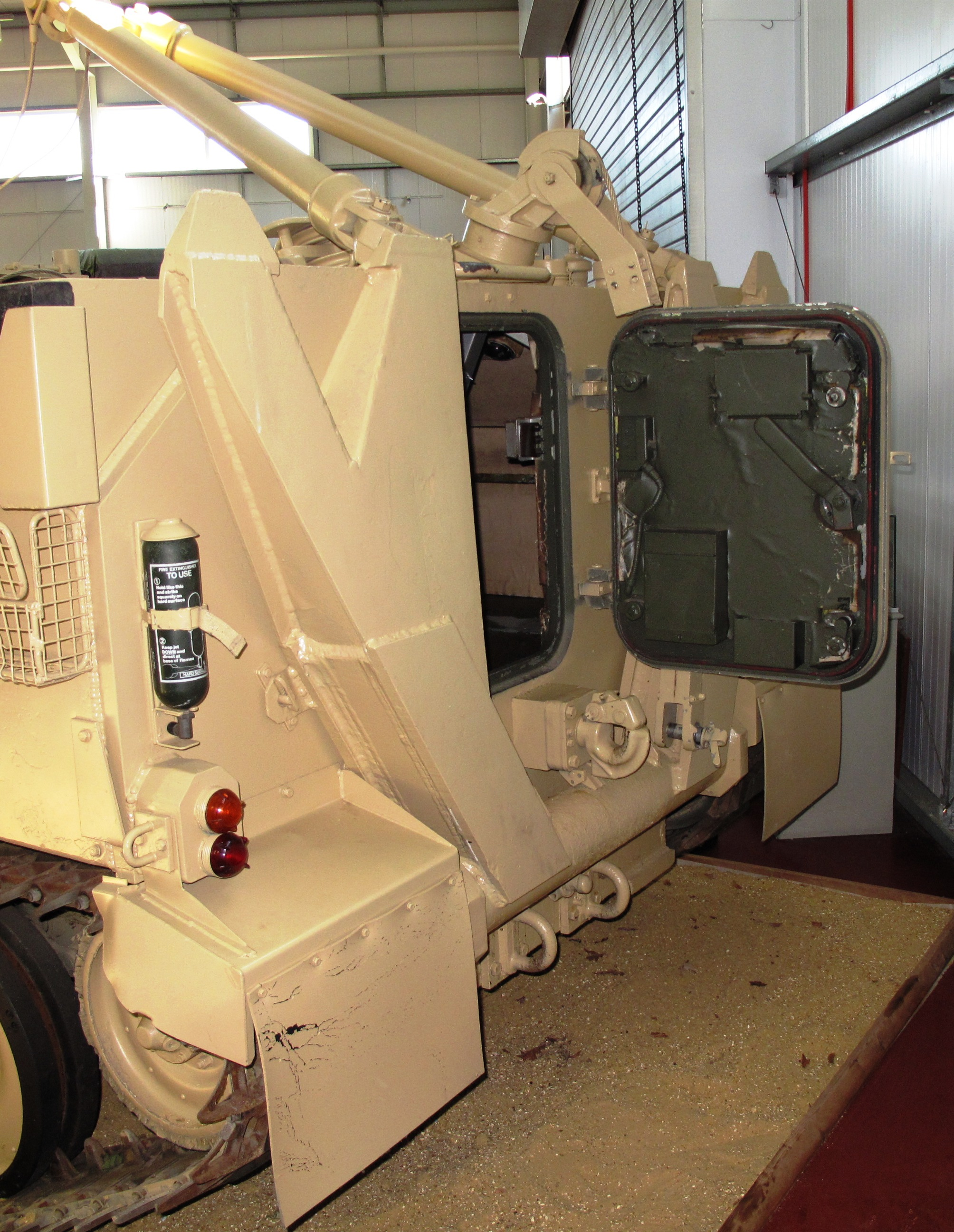
車体後部。

FV106 サムソンはCVR（T）シリーズの車種の一つとして1970年代に開発され、1978から量産配備された。装甲兵員輸送車型のFV103 スパルタンの車体後部にAブーム型のウィンチと、展開式の2本の駐鋤を装備した車両である。
1988年には他のCVR（T）シリーズと同様、耐用年数延長プログラム（LEP）により、ジャガー J60 4.2Lガソリンエンジンからカミンズ製BTA 5.9Lディーゼルエンジンへの換装が行われた。

## 使用国

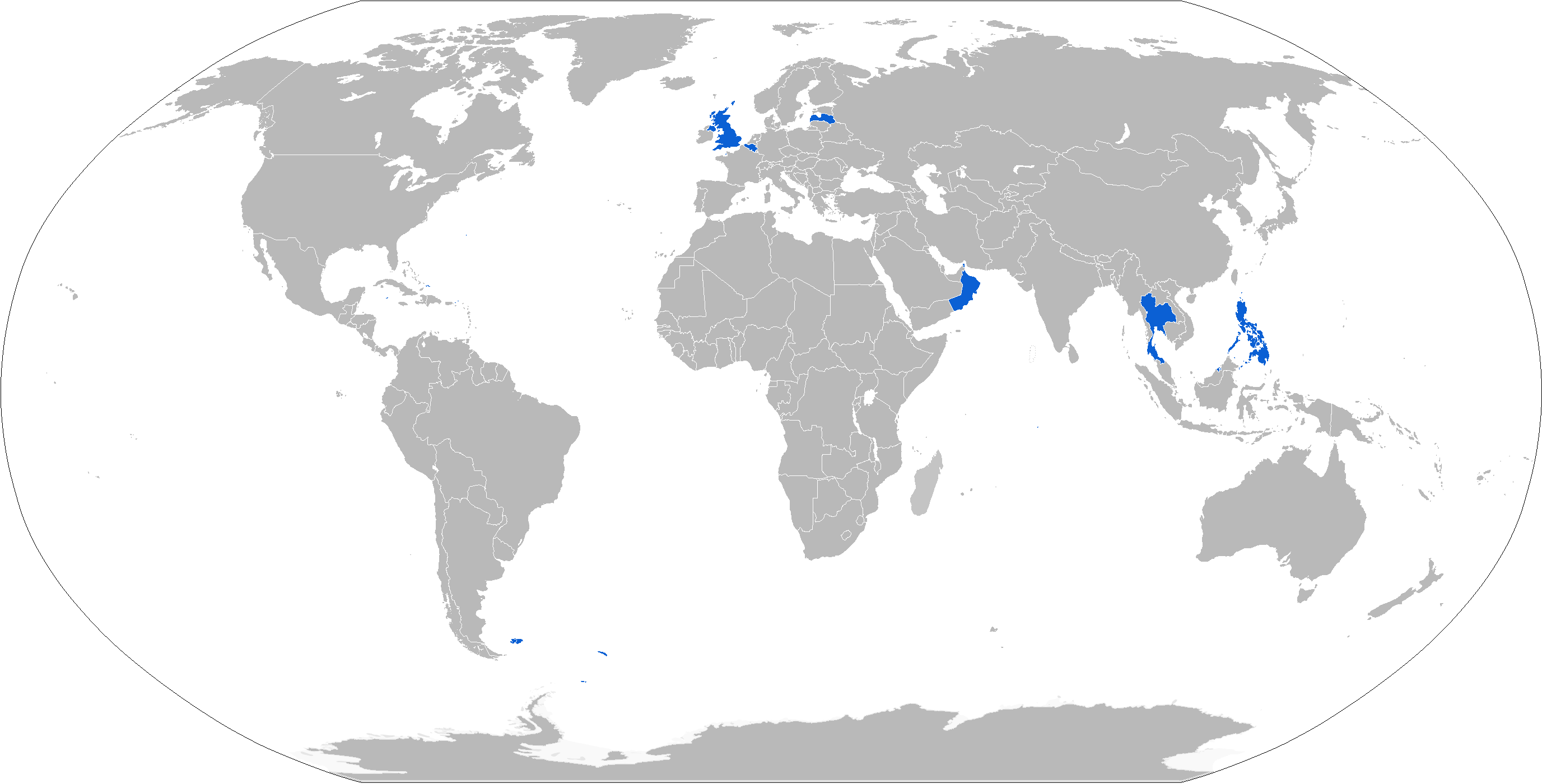
FV106サムソン使用国（青色表示）

- イギリス - イギリス陸軍およびイギリス空軍
- ベルギー
- ブルネイ
- フィリピン - 6両
- オマーン - 2023年時点で、オマーン陸軍が3両を保有している[1]。
- タイ